# Eremoryzomys
Eremoryzomys és un gènere de rosegadors de la família dels cricètids. Les dues espècies conegudes d'aquest grup són endèmiques del Perú. La conca del riu Marañón és una part important de la seva distribució. El seu parent més proper és Drymoreomys albimaculatus. Fins al 2016 se'l considerava un gènere monotípic. El nom genèric Eremoryzomys deriva de la paraula grega ερημια (‘erm’) i el nom Oryzomys.